# Runga moana
Runga moana är en spindelart som beskrevs av Forster 1990. Runga moana ingår i släktet Runga och familjen Synotaxidae. Inga underarter finns listade i Catalogue of Life.